# 玛丽娜·斯塔库西奇
玛丽娜·斯塔库西奇（英語：Marina Stakusic，羅馬化：Marina Stakušić，2004年11月27日—），加拿大女子网球运动员。截至2024年9月，斯塔库西奇在ITF女子世界网球巡回赛上获得了3个单打和1个双打冠军。2023年比利·简·金杯冠军团队成员。
斯塔库西奇来自安大略省的密西沙加，她从五岁开始打网球。她的父亲是黑山人，25岁时移民到加拿大，而她的母亲出生在加拿大，父母是塞尔维亚移民。她的兄弟马尔科·斯塔库西奇（Marko Stakusic）也是一名职业网球运动员。

## 职业生涯
她在2022年本土举行的格兰比网球锦标赛上首次亮相WTA巡回赛正赛，并战胜贾米·福利斯，赢得了她WTA正赛首胜。
尽管斯塔库西奇没有参加2023年WTA巡回赛中的任何正赛比赛，但她在2023年11月的比利·简·金杯决赛中入选了加拿大队。她总决赛四场单打比赛中赢得了其中三场，为加拿大队取得最后的冠军做出了贡献。
她在2024年圣迭戈网球公开赛上首次获得WTA500赛事参赛资格，并击败了资格赛选手玛丽娜·梅尔尼科娃，这是她在WTA巡回赛赛事中第二场胜利。排名第164位的她通过资格赛获得2024年温布尔登网球锦标赛的参赛资格，这是她的大满贯首秀。她在首轮负于赛会27号种子凯特琳娜·丝妮柯娃。
随后她获得了在本土举行的WTA1000赛事2024年加拿大网球公开赛的外卡，并击败资格赛选手埃丽卡·安德烈耶娃收获WTA1000首胜。她还获得了2024年辛辛那提网球公开赛的资格赛外卡。
斯塔库西奇在2024年瓜达拉哈拉网球公开赛获得了正选赛的外卡，并在第二轮耗时3个多小时内用三盘击败赛会头号种子、世界排名第12的葉蓮娜·奧斯塔朋科，她在比赛中挽救了三个赛点，首次晋级巡回赛八强，也是她第一次进入WTA500级别比赛八强。这也是她职业生涯中第一次赢下TOP20。她还成为第四位进入WTA500赛八强的加拿大女子球员（继尤金妮·布沙尔、莱拉·费尔南德斯和亚历山大·沃兹尼亚克）。